# Polyommatus persica
Polyommatus persica är en fjärilsart som beskrevs av Theophil Bienert 1869. Polyommatus persica ingår i släktet Polyommatus och familjen juvelvingar. Inga underarter finns listade i Catalogue of Life.